# Ecotopia
Ecotopia: Il romanzo del nostro futuro è un romanzo utopico scritto da Ernest Callenbach, pubblicato nel 1975. La società descritta nel libro è una delle prime utopistiche nonché ecologiche, ed ebbe influenza sulla controcultura e sul movimento ambientalista nel corso degli anni '70.
Le meraviglie tecnologiche descritte nel libro da Callenbach sono basate su ricerche scientifiche e scoperte reali, pubblicate su riviste come Scientific American.

## Trama
Il protagonista è un giornalista americano di nome William Weston, che si reca ad Ecotopia, paese nato dopo una scissione dagli Stati Uniti e dai quali rimane volutamente isolato, per realizzare una serie di articoli che permettano ai suoi connazionali di conoscere meglio questo utopico paese intorno al quale si sono creati molti pregiudizi, sia positivi che negativi, e verso la quale si guarda generalmente con diffidenza. Il libro è in effetti costituito dagli articoli di William, che costituiscono una sorta di rapporto antropologico frutto dell'osservazione partecipante che il protagonista effettivamente pratica. Ciascun capitolo del libro è dunque costituito da un articolo su un certo argomento, seguito da un estratto dal diario personale di William: in questo modo ci viene data dapprima una descrizione oggettiva e quasi scientifica dei vari aspetti della società ecotopiana, e in seguito conosciamo l'esperienza del protagonista narrata in prima persona (perciò soggettiva) che corrisponde alla trama che fa di questo testo un romanzo e non soltanto un saggio teorico sull'ecologia.
Nel corso della sua esperienza William scopre che Ecotopia è una società che limita il più possibile l'inquinamento, in cui ogni cosa viene prodotta affinché sia possibile riciclarla e riutilizzarla: un esempio sono le plastiche ecotopiane biodegradabili. Vi è anche una diversa (ed ecologica) concezione di consumo, agricoltura, attività forestali e sviluppo industriale. Il principale mezzo di trasporto è il treno ad alta velocità, che collega ogni città dell'intero paese alle altre, sostituendo così il trasporto privato in auto. Allo stesso modo, all'interno di ciascuna città taxi, autobus e tram sono elettrici. In tutto il paese vengono utilizzate fonti energetiche rinnovabili. Donne e uomini hanno pari diritti, e vi è una diversa concezione della famiglia, che è composta non solo da parenti ma da un certo numero di persone che formano una piccola comunità, nucleo della vita privata e fondamentale base affettiva per ciascun individuo.
Nel corso del suo soggiorno William Weston, dapprima diffidente e prevenuto, comprende e adotta le idee e la cultura ecotopiana, decidendo infine di non tornare negli Stati Uniti, ma di rimanere ad Ecotopia con la sua nuova compagna Marissa.